# El Casal (Bellmunt del Priorat)
El Casal és un edifici del municipi de Bellmunt del Priorat (Priorat) que forma part de l'Inventari del Patrimoni Arquitectònic de Catalunya.

## Descripció
És un edifici de planta baixa, un pis i golfes, obert per teulada a dos vessants. La façana, aliena a la tipologia popular, presenta una porta principal de llinda de pedra, recta, i una porta auxiliar i una finestra a la planta baixa, tres balcons separats per falses columnes que arriben a un fris recte sota teulada i que separen també les corresponents finestres de les golfes. L'interior ha estat convenientment modificat per a complir amb les funcions pròpies d'un estatge social. És de destacar el celler i una porta de fusta tallada al primer pis.

## Història
La casa degué ser aixecada durant el segle xix per la família Gil, que la vengué a una societat obrera en temps de la Segona República. Acabada la Guerra Civil, l'edifici passà a mans de la creditora de la societat, per impagament del préstec obtingut per a adquirir-la. Els baixos, però, continuaren essent ocupats pel cafè del poble. Durant la dècada de 1970 la societat "El Casal" aconseguí comprar l'edifici que, convenientment restaurat i modificat, constitueix avui el més important element de la vida social.